# Helmuth Domizlaff
Helmuth Artur Friedrich Domizlaff (* 20. Mai 1902 in Erfurt; † 30. August 1983 in Übersee) war ein deutscher Antiquar. Helmuth Domizlaff unterhielt seit 1931 einen antiquarischen Buchhandel in München. Er gehörte 1949 zum Gründungsvorstand der „Vereinigung Deutscher Buchantiquare und Graphikhändler“, der 1952 in den Verband Deutscher Antiquare e.V. überführt wurde.

## Familie
Sein Vater war Georg Heinrich Christian Domizlaff (* 14. Juni 1854 in Soest; † 28. Oktober 1937 in Leipzig), Präsident der Oberpostdirektion Leipzig und Feld-Oberpostmeister im Ersten Weltkrieg, seine Mutter Anna Catharina Boeter (* 10. Dezember 1866 in Hamburg-Eppendorf; † 1944 in Murnau). Seine Geschwister waren Hans Domizlaff (1892–1971), Werbeberater und Schriftsteller in Hamburg, und Hildegard Domizlaff (1898–1987), Bildhauerin in Köln.

## Biografie
Schon während der Schulzeit am Nikolaigymnasium in Leipzig war Helmuth Domizlaff ein kundiger Sammler. Der junge Kunsthistoriker Karl Friedrich Suter stand ihm als Mentor und späterer Freund zur Seite. Bereits als Neunzehnjähriger hatte er eine Sammlung deutscher Literatur zusammengetragen.
Sein Abitur legte er 1921 an der Thomasschule zu Leipzig ab. Er begann seine Ausbildung 1922 in der Buchhandlung Otto Harrassowitz in Leipzig. 1924 beendete er seine Lehrzeit und wechselt nach Frankfurt zu Joseph Baer & Co. Hier waren es die Schwerpunkte Einbandkunde und die illustrierten Bücher des 15. und 16. Jahrhunderts, ein Bereich, der zu Domizlaffs bevorzugtem Gebiet wurde.
Seine nächste Station war ab 1925 eine Dependance von Jacques Rosenthals „L'Art Ancien“ in Lugano an der Piazza Alessandro Manzoni. Um 1928 wechselte Domizlaff in das Münchner Antiquariat Jacques Rosenthals in der Brienner Straße 47. Dort waren neben Jacques Rosenthal dessen Sohn Erwin Rosenthal und Fritz Finkenstaedt tätig. Weitere Mitarbeiter waren Adolf Seebaß und Waldemar Lessing. Domizlaff wurde Assistent von Erwin Rosenthal.
München war nach dem Ersten Weltkrieg neben London das internationale Zentrum des antiquarischen Buchhandels in Europa. Hier waren die bedeutendsten deutschen Antiquariate und Auktionshäuser in den Straßen zwischen dem Universitätsviertel und dem Karolinenplatz versammelt. Domizlaff bezog eine einfache Wohnung am Nikolaiplatz im Stadtteil Schwabing.
Bereits 1930 zeichneten sich die Auswirkungen der Weltwirtschaftskrise auch im antiquarischen Buchhandel ab. Dennoch machte er sich im Dezember 1931 mit einem kleinen Betrieb selbständig. Unter der nationalsozialistischen Diktatur war das geistige Klima in Deutschland für ein international agierendes Antiquariat denkbar schlecht. Dessen ungeachtet konnte er den Betrieb trotz Krise und der nachfolgenden Kriegsjahren zu einem erfolgreichen Seltenheitsantiquariat entwickeln.
Von den Verboten des Reichskulturkammergesetzes von 1933 waren auch die Antiquare betroffen. Die jüdischen Buchhandlungen und zahlreiche, namhafte Antiquariate wurden in den Jahren bis 1938 nach und nach geschlossen, die jüdischen Buchhändler mit Berufsverbot belegt. So löste sich unter der nationalsozialistischen Diktatur binnen weniger Jahre eine in sechs Jahrzehnten gewachsene Antiquariatslandschaft von internationalem Rang auf, deren Exponenten sich gezwungenermaßen über Nordamerika und Europa verteilten.
Die Wertschätzung der internationalen Kollegen half ihm nach 1945, die während der Kriegszeit verkümmerten Kontakte wieder aufzunehmen. Zu Beginn seiner Münchener Zeit lernte Helmuth Domizlaff den englischen Antiquar Percy M. Muir kennen, mit dem er seither freundschaftlich verbunden war. Diese Freundschaft dauerte über die Zeit des Nationalsozialismus an und bewährte sich schließlich in den Nachkriegsjahren.
Nach dem Krieg regte der Amsterdamer Antiquar Menno Hertzberger die Bildung einer internationalen Vereinigung der nationalen Verbände von antiquarischen Buchhändlern an. 1948 wurde in Kopenhagen die 
International League of Antiquarian Booksellers (ILAB) gegründet und Percy M. Muir als deren Präsident gewählt.
Im Januar 1949 schlossen sich die deutschen Antiquare in München zur „Vereinigung Deutscher Buchantiquare und Graphikhändler“ zusammen. Im Gründungsvorstand waren Helmuth Domizlaff als Vorsitzenden, Ernst Hauswedell aus Hamburg, Willi Heinrich aus Frankfurt sowie Georg Karl und Bernhard Wendt aus München. Helmuth Domizlaff unterließ zunächst jede Aktivität in Richtung auf eine Aufnahme in die „International League of Antiquarian Booksellers (ILAB)“, „um nicht der Gefahr ausgesetzt zu sein, eine Absage zu erhalten“, wie er 1977 in einem Interview äußerte. Schließlich erhielt er als Vorsitzender der deutschen Vereinigung eine offizielle Einladung, an dem Liga-Kongress in Brüssel im September 1951 teilzunehmen. Dort wurde die deutsche Vereinigung dann als dreizehntes Mitglied in die Liga aufgenommen.
Seinen antiquarischen Buchhandel in Schwabing führte Helmuth Domizlaff bis 1980 weiter, bevor er sich 1983 in Übersee am Chiemsee niederließ. Sein Unternehmen galt selbst in Branchenkreisen als ungewöhnlich. Er war unter den Antiquaren in Deutschland bekannt als einer der wenigen „marchand amateur“, der mehr Sammler als Händler war.
Im August 1983 starb Helmuth Domizlaff im Alter von 81 Jahren in seinem Haus in Übersee.